# فلوريان برودي
فلوريان برودي (بالألمانية: Florian Brody)‏ هو مصمم نمساوي، ولد في 31 أكتوبر 1953 في فيينا في النمسا.